# Canaveilles
Canaveilles en idioma francés y oficialmente, Canavelles en catalán, es una localidad  y comuna francesa, situada en el departamento de Pirineos Orientales en la región de Languedoc-Rosellón y comarca histórica del Conflent.
A sus habitantes se les conoce por el gentilicio de canaveillois en francés y canavellats en catalán.

## Geografía

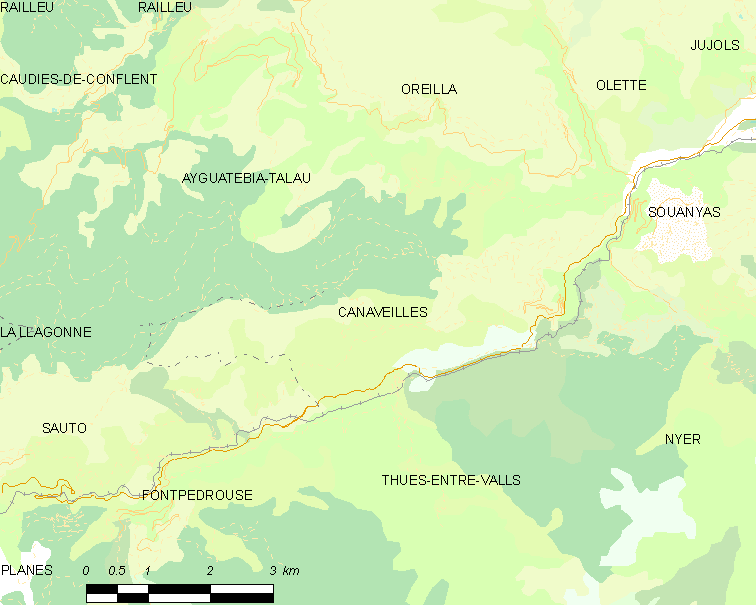
Situación de Canaveilles

## Demografía
| 7 | 27 | 40 | 50 | 73 | 58 |
| Para los censos de 1962 a 1999 la población legal corresponde a la población sin duplicidades (Fuente: INSEE [Consultar]) |    |    |    |    |    |